# Le Rideau de brume
Pour plus de détails, voir Fiche technique et Distribution.
Le Rideau de brume (Seance on a Wet Afternoon) est un film britannique réalisé par Bryan Forbes, sorti en 1964.

## Synopsis
Myra, une Londonienne soi-disant médium, échafaude un stratagème pour gagner la célébrité. Elle convainc Billy, son mari veule, de kidnapper la fille de parents aisés. Ils demanderont une rançon ; après quoi, elle se rendra chez les parents en prétendant recevoir des messages extra-sensoriels qui permettront à la police de retrouver la victime et la rançon. Le plan se déroule à merveille, c'est après que les choses se gâtent. Les fantasmes de Myra empirent, et Bill réalise qu’il est bien possible que Myra ne veuille pas que l’on retrouve l’enfant vivante. Derrière tout cela, il y a aussi la mort à sa naissance, des années auparavant, de l’unique enfant de Myra et Bill, qu’ils avaient prénommé Arthur et qui joue le rôle d’intermédiaire entre Myra et l’au-delà.

## Fiche technique
- Titre : Le Rideau de brume
- Titre original : Seance on a Wet Afternoon
- Réalisation : Bryan Forbes
- Scénario : Bryan Forbes, d'après le roman de Mark McShane
- Musique : John Barry
- Photographie : Gerry Turpin
- Montage : Derek York
- Décors : Ray Simm
- Production : Richard Attenborough, Bryan Forbes (non crédité) et Jack Rix, pour Beaver Films et Allied Film Makers (en)
- Pays de production :  Royaume-Uni
- Langue originale : anglais
- Format : noir et Blanc — 1,66:1 — son mono
- Genre : thriller
- Durée : 121 minutes
- Dates de sortie :
  - Royaume-Uni : 4 juin 1964 (Londres) ; 7 juillet 1964 (sortie nationale)
  - France : 18 janvier 1967

## Distribution
- Kim Stanley : Myra Savage
- Richard Attenborough : Billy Savage
- Godfrey James : le chauffeur de Mrs. Clayton
- Nanette Newman : Mrs. Clayton
- Judith Donner : Amanda Clayton
- Ronald Hines : policier à l'extérieur de chez les Clayton
- Patrick Magee : le surintendant Walsh
- Margaret Lacey : une femme à la première séance
- Marie Burke : une femme à la première séance
- Maria Kazan : une femme à la première séance
- Lionel Gamlin : un homme aux séances
- Marian Spencer : Mrs. Wintry

## Distinctions
prix reçus
Prix de la BAFTA 1965 du meilleur acteur britannique, pour Richard Attenborough ;
Prix Edgar-Allan-Poe, Edgar 1965 du meilleur film étranger, pour Bryan Forbes ;
Prix Laurel 1965 Laurel d'or, 3e place pour la meilleure actrice, Kim Stanley ;
Prix du National Board of Review (USA) de la meilleure actrice, pour Kim Stanley ;
Prix de la critique newyorkaise 1964 de la meilleure actrice, pour Kim Stanley ;
Prix du meilleur acteur du festival de San Sebastián 1964, pour Richard Attenborough (ex aequo avec Maurice Biraud) ;
Prix de la Writers' Guild of Great Britain du meilleur scénario d'un film dramatique britannique, pour Bryan Forbes.
nominations
Nommé aux Oscars 1965, pour l'Oscar de la meilleure actrice, Kim Stanley ;
Nommé pour le prix de la BAFTA 1965 de la meilleure photo noir et blanc pour un film britannique, Gerry Turpin ;
Nommé pour le prix de la BAFTA 1965 du meilleur scénario pour un film britannique, Bryan Forbes ;
Nommé pour le prix de la BAFTA 1965 de la meilleure actrice étrangère, Kim Stanley.